# Penobscot Narrows Bridge
Die Penobscot Narrows Bridge führt den U.S. Highway 1 zwischen den Orten Belfast und Ellsworth über den Penobscot River. Sie steht zwischen dem weiter westlich liegenden Ort Prospect im Waldo County und dem Verona Island im Hancock County im Bundesstaat Maine der Vereinigten Staaten.
Die von der Figg Bridge Group entworfene Schrägseilbrücke war die erste ihrer Art in Maine.
Ihr Bau wurde notwendig, da eine Sanierung der 1931 eröffneten, unmittelbar daneben gelegenen Waldo-Hancock Bridge nicht mehr wirtschaftlich gewesen wäre.

## Beschreibung
Die 646 m (2120 ft) lange Brücke hat zwei Fahrstreifen und beidseitige Pannenstreifen, die auch von Fußgängern und Radfahrern benutzt werden könnten, was aber in der dünnbesiedelten Gegend äußerst selten der Fall ist. Ihre Fahrstreifen sind durch einen Betonblock auf der Mittelachse getrennt, in dem die Schrägseile verankert sind. Ihre Stahl-Geländer haben zwar senkrechte Pfosten, vor denen aber zwei horizontale Stahlplanken mit einem quadratischen Profil als Leitplanken angebracht sind, die das Übersteigen erleichtern. Die Fahrbahn verläuft in 41 m (135 ft) Höhe über dem Wasser.
Da für das Fundament des Washington Monuments Granit aus dem nahen Mount Waldo verwendet wurde, gestaltete man die beiden auf der Mittelachse der Brücke stehenden, 128 m (420 ft) hohen Stahlbeton-Pylone nach seinem Vorbild. Als Touristenattraktion wurde in die Spitze des westlichen Pylons das Observatory eingebaut, eine dreistöckige verglaste Aussichtsplattform, die vom Sockel des Pylons mit einem Fahrstuhl erreichbar ist. Sie ist die einzige Aussichtsplattform auf einem Brückenpylon in Amerika und eine von nur dreien weltweit (neben der Donaubrücke SNP in Bratislava, Slowakei und der Rama-VIII.-Brücke in Bangkok, Thailand). Sie ist von Mai bis Oktober geöffnet und gewährt neben der weiten Aussicht auf den Fluss und die bewaldete, hügelige Umgebung einen Blick auf das benachbarte Fort Knox, eine ehemalige Befestigungsanlage aus der Zeit des amerikanischen Bürgerkriegs (das nicht mit dem bekannteren Fort Knox in Kentucky zu verwechseln ist, wo die Goldreserve-Lager des Schatzamtes der Vereinigten Staaten lagern).

### Technische Einzelheiten
Der Fahrbahnträger besteht aus einem langen Spannbeton-Hohlkasten mit auskragender Fahrbahnplatte, der von den Pylonen in drei Felder mit Pfeilerachsabständen von 146 + 354 + 146 m aufgeteilt wird. Er wurde aus vorgefertigten Segmenten hergestellt, die an ihren Platz gehoben, mit Epoxidharz verklebt und durch Spannglieder mit den bereits montierten und an Schrägseilen verankerten Segmenten verbunden wurden. Ein Muster eines solchen Segments ist beim westlichen Pylon ausgestellt.
Die Schrägseile entsprechen einem neuen, von Figg Bridge Group und Dywidag entwickelten System, das kurz zuvor erstmals an der Veterans’ Glass City Skyway über den Maumee River in Toledo, Ohio eingesetzt wurde. Die insgesamt 40 Seile sind nur im Fahrbahnträger verankert, aber als durchgehende Seile im Pylon über einen Sattel geführt. Jede ihrer aus sieben Drähten bestehenden Litzen ist mit Epoxy behandelt und in einer eigenen Plastikröhre gegen Reibung mit den anderen Litzen geschützt. Das ganze Seil ist in einer mit Stickstoff gefüllten Röhre aus PE-HD gegen Korrosion geschützt. Die unter Druck stehende Füllung wird computerüberwacht, so dass Undichtigkeiten sofort bemerkt werden. Die Seile sind außerdem mit Schwingungsdämpfern versehen.

### Erprobung von CFK-Seilen
Da die Litzen einzeln auswechselbar sind, wurden ein halbes Jahr nach der Eröffnung der Brücke erstmals in den USA sechs Stahl-Litzen in Seilen unterschiedlicher Länge zur Erprobung durch solche aus kohlenstofffaserverstärktem Kunststoff (CFK) ausgetauscht.